# Socket 2
El Socket 2 fue uno de la de serie de zócalos estándar dentro del cual podía ser utilizado una gran gama de procesadores x86. Fue una actualización del Socket 1 con el soporte para Pentium Overdrive.
Era un zócalo de 238 pin LIF/ZIF PGA (19x19) adaptado para procesadores de 5v, 25-50 MHz, 486 SX, 486 DX, 486 DX2, 486 DX4, DX4 Overdrive y Pentium Overdrive.
- Datos: Q1075209
- Multimedia: Socket 2 / Q1075209